# Eutyches
Eutyches (* um 378 in Konstantinopel; † nach 454) war ein byzantinischer Presbyter und ein Vertreter des Monophysitismus. 
Eutyches war Archimandrit des Hiobklosters in Konstantinopel. In einem betonten Anti-Nestorianismus griff er die Formel des Apollinaris von Laodicea von der „einen Physis des fleischgewordenen Logos“ wieder auf. Wie dieser glaubte er, dass Jesus Christus nach seiner Menschwerdung nur noch eine Natur, nämlich die göttliche besessen habe. Eutyches lehrte, die Menschlichkeit Christi sei von der Gottheit aufgesogen worden wie ein Honigtropfen im Meer. Nach ihm ist der Eutychianische Streit (444 bis 451) benannt.
Eutyches wurde 448 von einer Synode in Konstantinopel unter Vorsitz des Erzbischofs Flavianus von Konstantinopel als Irrlehrer verurteilt und exkommuniziert, jedoch beim Konzil von Ephesus im Jahr 449, der so genannten „Räubersynode“, auf Betreiben des Patriarchen Dioskoros I. von Alexandria rehabilitiert. Das Konzil von Chalkedon von 451, das den Monophysitismus verwarf, verurteilte Eutyches erneut. Er wurde ins Exil geschickt und starb nach 454. Der Terminus post quem ist ein Brief Papst Leos des Großen an die Kaiserin Aelia Pulcheria aus diesem Jahr, in dem er verlangt, Eutyches an einen noch entlegeneren Ort zu verbannen.